# 毛金钢
毛金钢（1932年10月16日—2017年2月2日），男，天津人，中国舞美设计师，曾任中国青年艺术剧院总经理，中国戏剧家协会理事，中国舞台美术学会副会长。